# Empis gentilis
Empis gentilis är en tvåvingeart som beskrevs av Frey 1953. Empis gentilis ingår i släktet Empis och familjen dansflugor.
Artens utbredningsområde är Myanmar. Inga underarter finns listade i Catalogue of Life.